# Clones (Condado de Monaghan)
Clones  (/ˈkloʊnᵻs/ do irlandês Cluain Eois) é uma pequena cidade no oeste do condado de Monaghan, na Irlanda. A cidade tinha uma população de 1.680 no censo de 2016.